# Puchar Świata w narciarstwie alpejskim 1971/1972
Sezon 1971/1972 Pucharu Świata w narciarstwie alpejskim rozpoczął się 3 grudnia 1971 w szwajcarskim Sankt Moritz, a zakończył 19 marca 1972 we francuskim Pra Loup. Rozegrano 21 konkurencji dla kobiet (7 zjazdów, 7 slalomów gigantów i 7 slalomów specjalnych) i 21 konkurencje dla mężczyzn (7 zjazdów, 7 slalomów gigantów i 7 slalomów specjalnych).
Puchar Narodów (łącznie) zdobyła reprezentacja Francji, wyprzedzając Austrię i Szwajcarię.

## Puchar Świata w narciarstwie alpejskim kobiet
Wśród kobiet najlepszą zawodniczką okazała się Austriaczka Annemarie Moser-Pröll, która zdobyła 269 punktów, wyprzedzając Francuzki Françoise Macchi i Britt Lafforgue.
W poszczególnych klasyfikacjach tryumfowały:
- Annemarie Moser-Pröll – zjazd
- Britt Lafforgue – slalom
- Annemarie Moser-Pröll – slalom gigant

## Puchar Świata w narciarstwie alpejskim mężczyzn
Wśród mężczyzn najlepszym zawodnikiem okazał się Włoch Gustav Thöni, który zdobył 154 punktów, wyprzedzając Francuza Henriego Duvillarda i Szwajcara Edmunda Bruggmanna.
W poszczególnych klasyfikacjach tryumfowali:
- Bernhard Russi – zjazd
- Jean-Noël Augert – slalom
- Gustav Thöni – slalom gigant

## Puchar Narodów (kobiety + mężczyźni)
- 1.  Francja – 1159 pkt
- 2.  Austria – 900 pkt
- 3.  Szwajcaria – 689 pkt
- 4.  Stany Zjednoczone – 333 pkt
- 5.  RFN – 326 pkt